# Vlag van Mallorca

Vlag van Mallorca

De vlag van Mallorca bestaat uit vier horizontale rode banen op een gele achtergrond, met een verticale paarse verticale baan bij de mastzijde, die een burcht met vijf verticaal geplaatste torens bevat. De burcht stelt de Koninklijk Paleis La Almudaina voor, herkenbaar aan het standbeeld van een engel. De vlag werd op 25 februari 1983 aangenomen.
Sommigen beweren dat het de historische vlag van het Koninkrijk Majorca is, die werd gebruikt op privilege van koning Sancho van Majorca, hoewel dit privilege verwijst naar de vlag van Palma de Mallorca, met twee burchten op een blauwe achtergrond. Het feit dat de vlag in strijd is met de heraldiek (paarse kleur en gedraaid burcht) wijst op een moderne oorsprong.